# تغيير النقل

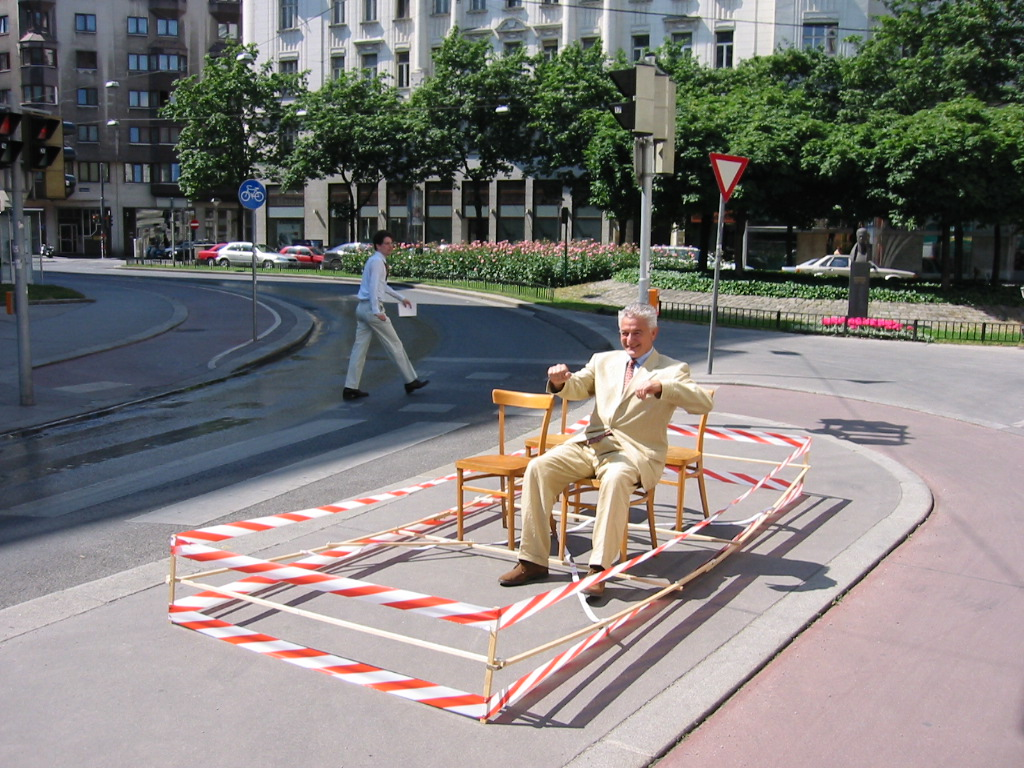
ينتقد هريمان كنوفلاتشر مدن السيارات وحالة الاعتماد على السيارات منذ عقود. من خلال معدات السير الخاصة به، وضع هريمان تصورًا للمساحة التي تتطلبها السيارات الخاصة ذات المحركات (2007).

تغيير النقل، هو مجموعة من العمليات الاجتماعية والتكنولوجية والسياسية الهادفة لتحويل حركة المرور (بما في ذلك نقل البضائع) والتنقل من العمل على موارد الطاقة المعتادة إلى العمل على موارد الطاقة المتجددة، ودمج العديد من وسائل النقل الخاصة ووسائط النقل العام. تشمل عملية تغيير النقل أيضًا التغييرات الاجتماعية، وإعادة توزيع الأماكن العامة، ووضع خطط جديدة لتمويل التخطيط الحضري. تهدف عملية تغيير النقل إلى الحد من الأضرار التي تسببها حركة المرور على البشر (بشكل عام، وليس فقط الأضرار الناجمة عن الاصطدامات) وعلى البيئة (التي تؤثر بشكل مباشر أو غير مباشر على الأشخاص) بهدف تحسين صلاحية المجتمع (الحضري) للعيش، فضلًا عن حل مختلف القضايا اللوجستية والاجتماعية والاقتصادية وقضايا الطاقة وعدم الكفاءة ذات الصلة.

## الدافع

### الضرر البيئي
يتمثل أحد الأهداف الأساسية لتغيير النقل بتقليل كثافة انبعاثات غازات الاحتباس الحراري، مثل ثاني أكسيد الكربون، المنبعثة من وسائط النقل العادية. لتحقيق الهدف المنصوص عليه في اتفاقية باريس، والمتمثل باحتواء الاحترار العالمي لأقل من 2 درجة مئوية، يتوجب التوقف عن حرق الوقود الأحفوري في عام 2040 تقريبًا. بسبب انبعاثات غاز ثاني أكسيد الكربون منها، نحتاج –عمليًا- إلى تقليل هذه الإنبعاثات إلى المستويات الصفرية، إلا أن التدابير المتخذة في قطاع النقل، حتى اليوم، غير كافية لتحقيق الأهداف المقرّرة للحد من التغير المناخي.

### تلوث الهواء
يخدم تغيير النقل أيضًا الأغراض الصحية في المناطق الحضرية والمدن الكبيرة، ويهدف، على وجه الخصوص، إلى مواجهة التلوث الهائل في الهواء. على سبيل المثال، في ألمانيا عام 2015، مثلت الانبعاثات الكربونية الناتجة عن حركة المرور 38% من انبعاثات غاز أكسيد النتروجين السام المرتبطة بالبشر. وفقًا للعالم المختص بكيمياء الغلاف الجوي، جوناس ليليفيلد وأخرين، فقد تسبب تلوث الهواء الناتج عن حركة المرور البرية وحده بمقتل حوالي 164 ألف شخص في عام 2010، 6900 منهم في ألمانيا وحدها. خلصت دراسة أجراها ليليفيلد في عام 2017، إلى أن تلوث الهواء الناجم عن حركة المرورة البرية يتسبب ب 11 ألف حالة وفاة يمكن تجنبها في كل عام، وهو رقم يقارب 3.5 ضعف الوفيات الناجمة عن الحوادث.

### الوفيات الناجمة عن الحوادث، ونوعية الحياة، والسلوك العدواني
تتمثل الدوافع الأخرى لاعتماد تغيير النقل في الرغبة بتقليل الضوضاء، والوصول إلى شوارع ذات جودة حياة عالية، إضافة إلى تقليل مخاطر الحوادث. وفقًا لتقديرات وكالة البيئة الأوروبية، يتأثر 113 مليون شخص في أوروبا بمستويات غير صحية من ضوضاء الطرقات. مع زيادة حركة المرور وعدد الركاب، يرغب العديد من المواطنين بالوصول إلى أماكن جذابة عامة لقضاء الوقت. بالتالي، تسعى عملية تغيير النقل أيضًا إلى زيادة جودة الحياة.
يعتبر البعض أيضًا عملية تغيير النقل وسيلة لتقليل السلوك العدواني في الزحمة (ما يعرف بغضب الطريق)، وفي المجتمع. تشير الدراسات إلى أن الأشخاص في السيارات الكبيرة والمكلفة أكثر عرضة للتصرف بتهور. وفقًا لدراسة المزاج المروري لعام 2020 (Traffic Mood 2020) في ألمانيا، تشعر النساء بحالة انعدام الأمان في الحركات المرورية أكثر من الرجال، ويرغبن بوضع المزيد من الضوابط والقوانين الأكثر صرامة. من ناحية أخرى، يتم استخدام تصميم «العين الشريرة» في المركبات بشكل متزايد من قبل الشركات المصنعة لبيع المزيد من المركبات للسائقين الراغبين بالشعور بالقوة والتفوق على الطرقات. في بعض الأحيان، ترسم التقارير الصحفية والشرطة صورًا مشوهة لحوادث الطرقات.

### الازدحام المروري
تعد حالة انعدام الحلول لمشكلة الازدحام المروري في الشوارع والطرق واحدة من أهم العوامل الأخرى الدافعة لاعتماد تغيير النقل. تعتمد سياسة المرور التقليدية عادة على طريقة توسعة الطرق لحل مشكلة الازدحام. من منظور عالمي، هناك عاملان أساسيان وراء الازدحام المروري المتزايد: تزايد حالة انتقال الأفراد إلى المدن في سياق التحضر وشراء المزيد من السيارات (رمز المكانة الاجتماعية) مع زيادة الرفاهية والرخاء. يمكن افتراض أن زيادة الاعتماد على وسائل النقل العام وغير المجهزة بمحركات سيكون لها دور أكبر مرة أخرى في المستقبل. 

### قمة إنتاج النفط في العالم
تعد حقيقة اقتراب العالم من قمة إنتاج النفط أو حتى تجاوزها (اعتبارًا من عام 2021؛ من الصعب تقدير ذروة النفط) سببًا أخر من أسباب تغيير النقل. إن احتياطات النقط على الكرة الأرضية محدودة، وسيصبح استخراج النفط مكلفًا بشكل متزايد، وفي نهاية المطاف، سيصبح بالإمكان تشغيل عدد أقل وأقل من المركبات التي تعتمد على الوقود البترولي. عاجلًا أم آجلًا خلال القرن القرن الحادي والعشرين، لن يكون لعمليات التنقل أي خيار سوى التحول إلى أنواع الوقود المستدامة وبأسعار مقبولة لاستخدامها في دفع المركبات. 

## مفهوم تغيير النقل

### الأصول
منذ ستينيات القرن العشرين على أقل تقدير، ظهرت انتقادات لمدن السيارات ولحالة الاعتماد على السيارات. في هولندا، مثلت خطة حركة بروفو ولود شيميلبينينك للدراجات البيضاء لعام 1965 محاولة مبكرة لوقف التزايد في أعداد قتلى الحوادث المرورية المرتبطة بالسيارات، وللتحفيز على ركوب الدراجات كبديل أأمن وأسلم للسفر لمسافات قصيرة داخل مدينة أمستردام. كانت الخطة بحد ذاتها فاشلة بكل المقاييس، مع ذلك، فقد جلبت الخطة دعاية واسعة النطاق وأثرت على أفكار التخطيط الحضري في جميع أنحاء العالم، وأصبحت الدراجة البيضاء «رمزًا عالميًا -أقرب للأسطوري- للانتقال إلى عالم أفضل». ألهمت حركة الدراجات البيضاء ظهور عدة حركات مناهضة للسيارات بما في ذلك حركة Kabouter (حكمة) وحركة Amsterdam Autovrij7 (أمستردام خالية من السيارات) وDe Lastige Amsterdammer (أمستردام المضطربة) بالإضافة إلى حركة داعمة لركوب الدراجات في أمستردام وفي بقية مناطق هولندا ظهرت في سبعينيات القرن العشرين. ومن الأمثلة الشهيرة أيضًا على تلك المجموعات حركة الاحتجاج Stop de Kindermoord (أوقفوا قتل الأطفال) التي تأسست في عام 1972 (وحصلت على ترخيصها في عام 1973) على يد صحفي من مدينة آيندهوفن جنوبي هولندا قُتلت ابنته الصغيرة في حادث مروري وتعرضت ابنة أخرى له بعد فترة من الزمن لحادث مروري كاد أن يودي بحياتها أيضًا. سلطت الحركة الضوء على الخطورة المميتة للحركة المرورية على الأطفال على وجه الخصوص، وعلى إخفاق السلطات في الاعتراف بالمشكلة ومعالجتها. حشدت الحركة الآباء والمعلمين والصحفيين والمواطنيين والسياسيين الآخرين؛ حتى السياسيين اليمينيين الذين سبق لهم أن روجوا بصورة تقليدية لاستخدام السيارات، تأثروا بالحملة وأصبحوا أكثر استعدادًا لاعتماد تدابير وقائية. في كتاب الإنسان مقابل الآلة (1971) وكتاب حول طبيعة المدن (1979)، انتقد المؤلف الأمريكي، كينيث آر شنايدر بشدة تجاوزات الاعتماد على السيارات ودعى إلى الكفاح لوقف التطورات السلبية في قطاع النقل ومحاولة عكس اتجاه هذه التطورات بشكل جزئي، إلّا أن كتاباته قوبلت بالتجاهل إلى حد بعيد.